# I-69
I-69 (Interstate 69) — межштатная автомагистраль в Соединённых Штатах Америки, состоящая из разрозненных участков общей длиной 589,7 мили (949,0 км). Участок первой очереди проходит между Индианаполисом и городом Порт-Гурон в Мичигане, на границе с Канадой.
| Штат  | миль | км  |
| ----- | ---- | --- |
| MI    | 202  | 325 |
| IN    | 224  | 361 |
| KY    | 55   | 89  |
| TN    | 21   | 34  |
| MS    | 21   | 34  |
| AR    |      |     |
| LA    |      |     |
| TX    | 136  | 218 |
| Всего | 590  | 949 |

## Маршрут магистрали
На данный момент автомагистраль I-69 разделена на несколько независимых участков коммунальных сооружений (SIU):
- Первоначально построенный участок с дополнениями из Индианаполиса до Порт-Гурона — SIU 1
- Часть кольцевой дороги I-465 вокруг Индианаполиса, не размечена — SIU 2
- Участок от I-64 к северу от Эвансвилла до автомагистрали США 231 неподалёку от наземной базы ВМС США Уильяма Крейна — SIU 3
- Участок I-164[англ.] около Эвансвилла, не размечен — SIU 4
- Участки отремонтированных дорог в Кентукки: Pennyrile Parkway, Western Kentucky Parkway и Purchase Parkway — SIU 5 и SIU 6
- Участок от Робинсонвиль (Миссисипи)[англ.] до пересечения с I-40 в Мемфисе (Теннесси) — SIU 9 и SIU 10
- Автомагистраль США 59 в Техасе от Розенберга до Кливленда — SIU 19
- Участок автомагистрали США 77 между I-37 и автомагистралью штата 44 около города Корпус-Кристи в Техасе — SIU 22, 30 мая 2013 года присвоен номер I-69E[2]
- Участок автомагистрали США 281 от Эдинберга до  города Фарр в Техасе — 30 мая 2013 года присвоен номер I-69C[2]
- Участок автомагистрали США 77 между Браунсвиллом и Реймондвиллом в Техасе — SIU 23, 30 мая 2013 года присвоен номер I-69E[2][3]

## Основные пересечения
- US 59[англ.], Розенберг (Техас)
- I-55, Эрнандо (Миссисипи)[англ.]
- I-40, Мемфис (Теннесси)
- I-24, Эддивилл (Кентукки)[англ.]
- I-64, Эвансвилл (Индиана)
- / I-80.I-90, Ангола (Индиана)
- I-94, Маршалл (Мичиган)
- I-96, Лансинг (Мичиган)
- I-75, Флинт (Мичиган)
- I-94, Порт-Гурон (Мичиган)
- Хайвей 402 Онтарио[англ.] Порт-Гурон (Мичиган)